# 六浦陣屋
六浦陣屋（むつら（むつうら）じんや）は、現在の神奈川県横浜市金沢区六浦（武蔵国久良岐郡）にあった陣屋で、六浦藩（武州金沢藩）の藩庁である。版籍奉還までこの名称で呼ばれた。

## 概要
江戸幕府5代将軍徳川綱吉の時に才覚を表し、元禄12年（1699年）、武蔵国、相模国などで1万石を領した米倉昌尹が5千石加増で下野国の皆川藩に陣屋を構え、2代藩主昌明の時に3千石分知し、1万2千石となった。
4代藩主忠仰の代、享保7年（1722年）武蔵国金沢の地に移封し、翌年に陣屋が完成し、陣屋を移した。この時点で皆川藩は廃藩となった。

## 現状
六浦陣屋は、現在の京急本線金沢八景駅沿いの六浦（追浜）の方に裏門を設け、人がやっと通れるほどの小さなガード下（駅前のガードではない）の瀬戸の方に表門があり、今では国道16号沿いとなった泥牛庵の頂上は藩主の見晴台として「御茶山」と言われていた。
陣屋跡は宅地化の進行で見る影もないが、中程に旧藩主の子孫が住んでいる。遺構として、陣屋入り口に石段が残っている。

## アクセス
- 京浜急行電鉄・横浜シーサイドライン 金沢八景駅より徒歩およそ10分。